# Tetanorhynchus martinezi
Tetanorhynchus martinezi är en insektsart som beskrevs av Piza Jr. 1981. Tetanorhynchus martinezi ingår i släktet Tetanorhynchus och familjen Proscopiidae. Inga underarter finns listade i Catalogue of Life.